# Tetragnatha exigua
Tetragnatha exigua este o specie de păianjeni din genul Tetragnatha, familia Tetragnathidae, descrisă de Chickering, 1957.
Este endemică în Jamaica. Conform Catalogue of Life specia Tetragnatha exigua nu are subspecii cunoscute.